# Sam Steele
Il generale Sir Samuel Benfield Steele (5 gennaio 1849 – 30 gennaio 1919) è stato un militare canadese membro della polizia a cavallo del nord-ovest.

## Biografia
Divenne celebre durante la Corsa all'oro del Klondike poiché contribuì in modo significativo a far rispettare la legge nei territori intorno al fiume Klondike.

## Influenza sulla cultura di massa
Steele appare anche nell'episodio della saga a fumetti su Paperon de' Paperoni intitolato Cuori nello Yukon, seguito dall'allora giovane cronista Jack London.